# Kaiserteil
Als Kaiserteil bezeichnet man in Österreich verschiedene Fleischteile. Beim Schweinefleisch wird die Schale als Teil des Schinkens so bezeichnet, beim Kalbfleisch die Nuss als Teil der Hinterkeule. Aufgrund des hohen Wertes wird das Kaiserteil üblicherweise nicht gebraten, stattdessen wird es erstmals zu Schnitzel oder anderen Fleischwaren verarbeitet.

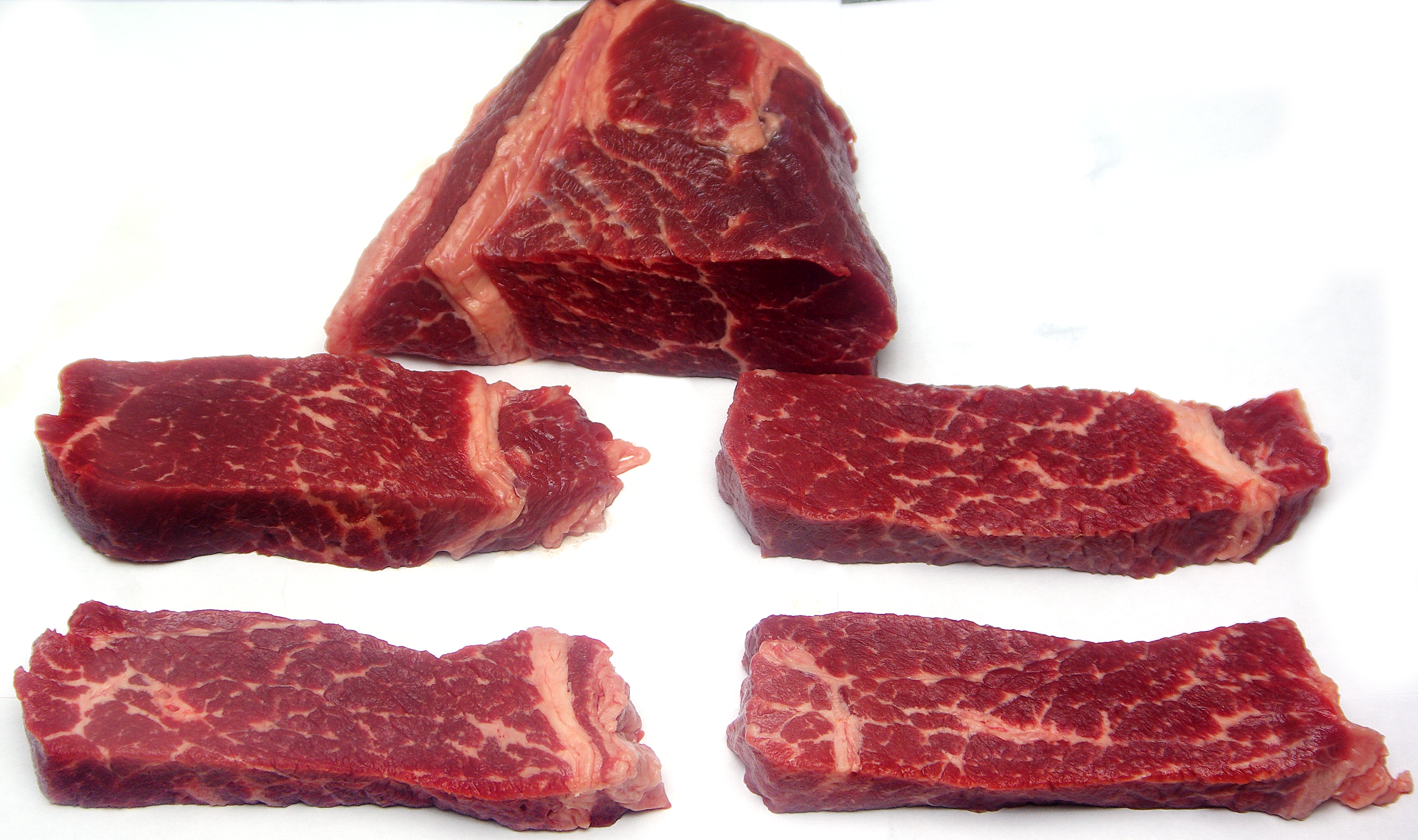
Ein Kaiserteil vom Rind, in Stücke geschnitten.